# Classe Glauco (sommergibile 1935)
La classe Glauco era una classe di sommergibili della Regia Marina, costruita in 2 esemplari entrati in servizio a partire dal 1935.

## Unità
La classe era composta da due unità:
- Glauco
- Otaria

## Progetto e caratteristiche
Si trattava di unità del tipo «Bernardis» a semplice scafo con controcarene. Erano dotati di ottime caratteristiche di robustezza e manovrabilità e raggiunsero un buon equilibrio in tutte le parti importanti; al momento del loro completamento erano sommergibili molto moderni e di buone prestazioni anche a livello mondiale e la Regia Marina li prese a modello per molte delle classi successive. In verità nel secondo conflitto mondiale si vide che le caratteristiche di progetto, specie di velocità, come in molte unità italiane costruite durante il ventennio, esistevano sulla carta e nelle prove in mare, e non nella realtà operativa. In particolare la velocità di 17 nodi in superficie, adeguata per la guerra ai convogli e appena inferiore a quella dei sommergibili tedeschi, non veniva raggiunta che di rado: con mare mosso spesso i mercantili riuscirono a superarli. In particolare nella crociera atlantica del Glauco dell'ottobre 1940 il battello, anche per dei guasti ai motori, faceva i 7,5 nodi in emersione (contro i 9 di un buon mercantile), nella seconda crociera atlantica (dicembre 1940) malgrado l'apparato propulsivo in buone condizioni, fu superato in velocità dal mercantile che stava attaccando con il cannone, non riuscendo quindi ad affondarlo. Tutti i sommergibili di questa classe, ed in particolare l'Otaria, furono frequentemente soggetti a guasti meccanici all'apparato propulsivo o a quello del condizionamento d'aria. Viceversa le condizioni del conflitto costrinsero più volte i battelli a scendere sotto la quota massima di progetto (comunque modesta, di 80 metri), riuscendo a riprendere l'assetto ed evitare lo schiacciamento anche dopo essere scesi sui 120 metri sotto il livello delle onde.

### Glauco
Varata nel 1935, l'unità partecipò alla guerra di Spagna. Nel suo impegno durante la seconda guerra mondiale attaccò diverse navi alleate, ma senza affondamenti certificati. Venne affondata il 27 giugno 1941 dalla scorta ad un convoglio alleato dopo essere stata attaccata a lungo con le bombe di profondità.

### Otaria
Partecipò alla guerra di Spagna. Durante la seconda guerra mondiale operò sia in Mediterraneo (dove svolse infruttuose missioni offensive oltre a quattro di trasporto) che in Atlantico, dove affondò il piroscafo Starcross. Dal febbraio 1943 svolse solo attività addestrativa; all'armistizio si consegnò agli Alleati e fu impiegato in esercitazioni antisom. Fu radiato nel 1948 e demolito.